# Jackson (namn)
Jackson som för- eller efternamn kan syfta på:

## Förnamn
- Jackson Pollock (1912–1956), en amerikansk målare.

## Efternamn
- Alan Jackson
- Albert Bruce Jackson
- Alison Jackson
- Amy Jackson
- Andrew Jackson (1767–1845), amerikansk politiker, USA:s 7:e president
- Ansi Jackson
- Arnold Jackson

- Barry Jackson
- Benjamin Daydon Jackson (1846–1927), engelsk botaniker och bibliograf
- Bershawn Jackson
- Brandon T. Jackson
- Busher Jackson

- Caroline Jackson
- Charles Thomas Jackson (1805–1880), amerikansk läkare och kemist
- Claiborne Fox Jackson
- Cliff Jackson
- Colin Jackson
- Cordell Jackson

- David S. Jackson
- DeSean Jackson
- Dexter Jackson
- Donald Jackson

- Edward L. Jackson
- Elihu Emory Jackson
- Elinor Jackson
- Elly Jackson

- Frank D. Jackson
- Freda Jackson
- Frederick George Jackson

- Glenda Jackson
- Gordon Jackson
- Grace Jackson

- Hancock Lee Jackson
- Henry Bradwardine Jackson
- Henry M. Jackson
- Howell Edmunds Jackson

- Jackie Jackson
- James Jackson
- Janet Jackson (född 1966), amerikansk sångerska och skådespelare
- Jeremy Jackson
- Jermaine Jackson
- Jesse Jackson
- Jesse Jackson Jr.
- Jethro Jackson (född 1973), svensk fotbollsspelare
- Joe Jackson
- Joe Jackson (musiker)
- John Adams Jackson (1825–1879), amerikansk bildhuggare
- John Hughlings Jackson
- John M. Jackson
- John Paul Jackson
- Joseph Jackson
- Joseph Webber Jackson
- Joshua Jackson

- Kate Jackson
- Katherine Jackson
- Kenneth H. Jackson
- Kevin Jackson

- La Toya Jackson
- Lauren Jackson
- Laurence Jackson
- Lisa P. Jackson
- Lucious Jackson (1941–2022), amerikansk basketspelare

- Mahalia Jackson (1911–1972), amerikansk sångerska
- Marjorie Jackson
- Marlon Jackson
- Mary Anna Jackson
- Mat Jackson (född 1981), brittisk racerförare
- Michael Jackson, flera personer
  - Michael Jackson (1958–2009), amerikansk sångare, dansare, låtskrivare, producent och skådespelare
  - Michael Jackson (författare)
  - Michael Jackson (kyrkoman)
  - Michael Jackson (systemdesigner)
- Mick Jackson
- Mike Jackson
- Milt Jackson

- Peter Jackson (född 1961), nyzeeländsk filmregissör, filmproducent och manusförfattare
- Phil Jackson

- Quinton Jackson

- Rachel Donelson Jackson
- Randy Jackson
- Randy Jackson (musiker)
- Rebbie Jackson
- Reggie Jackson
- Robert H. Jackson

- Samuel D. Jackson
- Samuel L. Jackson (född 1948), amerikansk skådespelare
- Sheila Jackson Lee

- Shericka Jackson
- Shirley Jackson
- Shirley Ann Jackson
- Skai Jackson
- Steve Jackson
- Steve Jackson (speldesigner)
- Stevie Jackson
- Stonewall Jackson
- Stonewall Jackson (musiker)

- Tammy Jackson
- Thomas Jackson (psykiater)
- Thomas TJ Jackson
- Tim Jackson
- Tito Jackson
- Tony Jackson

- Victoria Jackson

- Wanda Jackson
- William K. Jackson
- William P. Jackson
- Williams Jackson